# Yigrem Demelash
Yigrem Demelash, né le 26 janvier 1994, est un athlète éthiopien, spécialiste du fond. 

## Biographie
Le 7 juin 2012, Yigrem Demelash participe au 5 000 mètres lors des Bislett Games d'Oslo, comptant pour la Ligue de diamant. Il termine 8e en 13 min 03 s 30.
Le 10 juillet, il devient champion du monde junior du 10 000 mètres, avec un temps de 28 min 16 s 07. Il devance les Kényans Philemon Kipchilis Cheboi et Geoffrey Kipkorir Kirui.
Demelash termine 4e du 10 000 m lors des Jeux olympiques de 2016 à Rio.

### Palmarès
| Date | Compétition                   | Lieu           | Résultat | Épreuve  | Performance    |
| ---- | ----------------------------- | -------------- | -------- | -------- | -------------- |
| 2012 | Championnats du monde juniors | Barcelone      | 1er      | 10 000 m | 28 min 16 s 07 |
| 2016 | Jeux olympiques               | Rio de Janeiro | 4e       | 10 000 m | 27 min 06 s 27 |

### Records
| Épreuve       | Performance    | Lieu    | Date         |
| ------------- | -------------- | ------- | ------------ |
| 5 000 mètres  | 13 min 3 s 30  | Oslo    | 7 juin 2012  |
| 10 000 mètres | 26 min 51 s 11 | Hengelo | 29 juin 2016 |